# 흥덕축구공원
흥덕축구공원(興德蹴球公園, Heungdeok Football Park)은 대한민국 충청북도 청주시에 있는 스포츠 시설이다. 인조 잔디 필드가 갖춰진 축구 경기장 2면이 조성되어 있으며, 2015년 7월에 개장했다.

## 참고 문헌
- 《전국 공공체육 시설 현황 (2017년말 기준)》. 대한민국 문화체육관광부. 2019.